# 府中市立府中第七小学校
府中市立府中第七小学校(ふちゅうしりつふちゅうだいななしょうがっこう)は、東京都府中市北山町二丁目にある公立の小学校である。

## 学区域
以下、府中市ウェブサイトによる。
- 北山町　全域

- 西原町
  - 一丁目　※一部を除く
  - 二丁目
  - 三丁目
  - 四丁目

## アクセス
- 南武線谷保駅より徒歩20分
- 京王電鉄バス「第七小学校入口」下車徒歩2分（府42・府46・西国45系統=府中駅および西国分寺駅発）[2]